# Ерменгард од Италије
Ерменгард од Италије, такође Ерменгарда, Ерменгарда или Ирмингард (852/855 – 897) била је краљица и намесница Провансе. Била је друга и једина преживела ћерка Луја II, цара Светог римског царства .

## Живот
Рођена око 852. године, била је ћерка Луја II. Године 855. умро је цар Лотар I, а њен отац је постао цар Светог римског царства.
Године 876. удала се за Босоа, франачког племића који је био у сродству са династијом Каролинга  и који је постао краљ Доње Бургундије и Провансе 879. године.
У мају 878. она и њен муж склонили су папу Јована VIII, који се склонио од Сарацена, у Арл . После мужевљевог државног удара у октобру 879. године, помогла је у одбрани његових градова од својих каролиншких рођака. Године 880. успешно је одбранила сам Беч, престоницу, од удружених снага Карла Дебелог и савладавајућих краљева Западне Француске, Луја III и Карломана . У августу 881, новокрунисани цар Карло Дебели је опљачкао и спалио Беч, приморавши Ерменгард и њену децу да се склоне у Аутун код њеног зета Ричарда, војводе од Бургундије. У међувремену, Босо је побегао у Провансу.
Након Босове смрти у јануару 887, провансалски барони изабрали су Ерменгарда за намесницу краљевства, уз Ричардову подршку. У мају је Ерменгард отпутовала са својим сином Лујем на двор цара Карла Дебелог и добила признање младог Луја за краља. Цар Карло је усвојио Луја као свог сина и ставио и мајку и сина под своју заштиту. У мају 889. отпутовала је до Карловог наследника, Арнулфа, да се поново покори.
Претпоставља се да је Ерменгард у браку са Босом добила две ћерке и сина. То су били:
- Енгелберге /Етхелберга, удата прво за Карломана II, а затим за Вилијама Побожног ; [2] наводи се да је њена мајка била Ерменгард
- Луј III Слепи (пре 884 – 5. јун 928), био је верен и имао везу са Аном/Еудокијом Мамиконијан, ванбрачном ћерком Зое Заоуцене, али се вероватно никада није оженио, сестром цара Константина VII . Касније се оженио Аделаидом од Бургундије, ћерком Рудолфа I од Бургундије и његове полусестре Гиле од Провансе .

Ерменгард је умрла 2. јуна 896. у Бечу, тада у саставу Франачког царства, и сахрањен је у првој градској катедрали Саинт-Маурице . Њен муж је сахрањен у истој катедрали 887. 